# Руано (Мачерата)
Руано (итал. Ruano) насеље је у Италији у округу Мачерата, региону Марке.
Према процени из 2011. у насељу је живело 37 становника. Насеље се налази на надморској висини од 128 м.